# Secamone cloiselii
Secamone cloiselii är en oleanderväxtart som beskrevs av Choux. Secamone cloiselii ingår i släktet Secamone och familjen oleanderväxter. Inga underarter finns listade i Catalogue of Life.